# Jouy-en-Josas
Jouy-en-Josas je općina u departmanu Yvelines u regiji Île-de-France u Francuskoj.
Stanovnici se nazivaju "Jovaciens" i "Jovaciennes".
Grad je svjetski poznat po tome što se u njemu nalazi glavni kampus HEC Paris od 1964. godine.